# Lista de títulos e nomes de Krishna

## Nomes populares de Krishna com seus significados
kanhaiya modified kanha
Krishna tem recebido muitos nomes e títulos por seus devotos.
- Achala - o remanescente
- Achyuta - Infalível
- Baanke Bihari - jogador charmoso
- Bihari - aquele que joga
- Brajesh - Senhor de Braja